# Elsevier (geslacht)

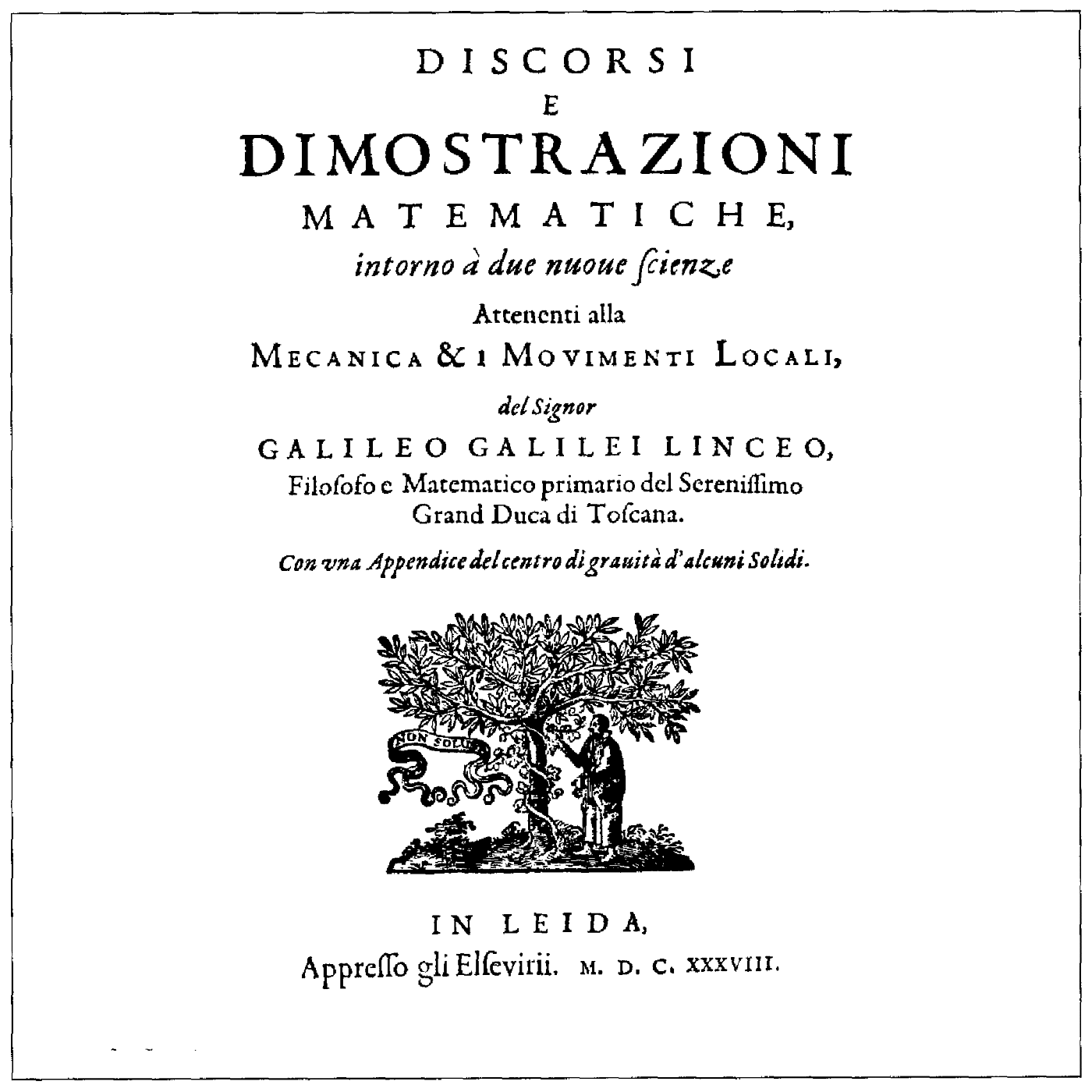
De Discorsi van Galileo Galilei, uitgegeven bij Elzevier. Het beeldmerk met de boom is ook in gebruik bij de moderne uitgeverij Elsevier

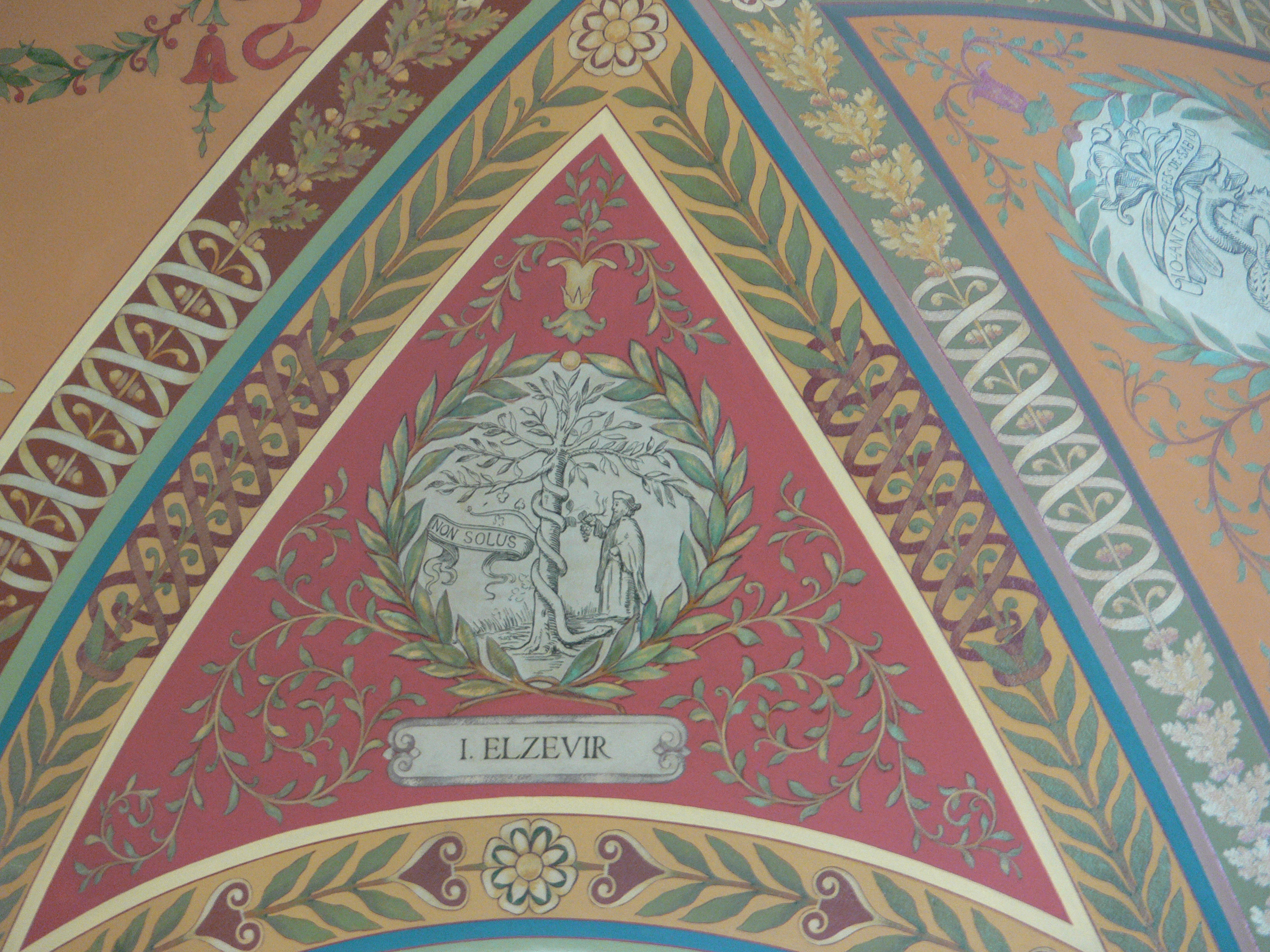
Een beeldmerk van Elsevier, ontworpen door Isaac Elsevier in 1620, in de grote zaal van de Library of Congress, Washington, VS.

Elsevier of Elzevier was een geslacht van Nederlandse boekhandelaars, uitgevers en drukkers van de 16e tot eind 18e eeuw.

## Stamboom van de uitgevers
| Lodewijk I (Leuven ca 1547 - Leiden 1617)                            |                                            |                                            |                                            |                                            |                                            |  |  |                                                  |                                                  |                                                  |                                                  |                                                  |                                                  |  |  |                                      |                                      |                                      |                                      |                                      |                                      |  |  |                                                            |                                                            |                                                            |                                                            |                                                            |                                                            |  |  |                                       |                                       |                                       |                                       |                                       |                                       |  |  |  |  |  |  |  |  |  |  |  |  |  |  |  |  |  |  |  |  |  |  |  |  |  |  |  |  |  |  |
|                                                                      |                                            |                                            |                                            |                                            |                                            |  |  |                                                  |                                                  |                                                  |                                                  |                                                  |                                                  |  |  |                                      |                                      |                                      |                                      |                                      |                                      |  |  |                                                            |                                                            |                                                            |                                                            |                                                            |                                                            |  |  |                                       |                                       |                                       |                                       |                                       |                                       |  |  |  |  |  |  |  |  |  |  |  |  |  |  |  |  |  |  |  |  |  |  |  |  |  |  |  |  |  |  |
|                                                                      |                                            |                                            |                                            |                                            |                                            |  |  |                                                  |                                                  |                                                  |                                                  |                                                  |                                                  |  |  |                                      |                                      |                                      |                                      |                                      |                                      |  |  |                                                            |                                                            |                                                            |                                                            |                                                            |                                                            |  |  |                                       |                                       |                                       |                                       |                                       |                                       |  |  |  |  |  |  |  |  |  |  |  |  |  |  |  |  |  |  |  |  |  |  |  |  |  |  |  |  |  |  |
| Matthijs (Antwerpen ca 1565 - Leiden 1640)                           | Matthijs (Antwerpen ca 1565 - Leiden 1640) | Matthijs (Antwerpen ca 1565 - Leiden 1640) | Matthijs (Antwerpen ca 1565 - Leiden 1640) | Matthijs (Antwerpen ca 1565 - Leiden 1640) | Matthijs (Antwerpen ca 1565 - Leiden 1640) |  |  | Lodewijk II (Antwerpen ca 1567 - Den Haag? 1621) | Lodewijk II (Antwerpen ca 1567 - Den Haag? 1621) | Lodewijk II (Antwerpen ca 1567 - Den Haag? 1621) | Lodewijk II (Antwerpen ca 1567 - Den Haag? 1621) | Lodewijk II (Antwerpen ca 1567 - Den Haag? 1621) | Lodewijk II (Antwerpen ca 1567 - Den Haag? 1621) |  |  | Gillis (Wezel ca 1570 - Leiden 1651) | Gillis (Wezel ca 1570 - Leiden 1651) | Gillis (Wezel ca 1570 - Leiden 1651) | Gillis (Wezel ca 1570 - Leiden 1651) | Gillis (Wezel ca 1570 - Leiden 1651) | Gillis (Wezel ca 1570 - Leiden 1651) |  |  | Joost (Douai ca 1575 - Utrecht 1617)                       | Joost (Douai ca 1575 - Utrecht 1617)                       | Joost (Douai ca 1575 - Utrecht 1617)                       | Joost (Douai ca 1575 - Utrecht 1617)                       | Joost (Douai ca 1575 - Utrecht 1617)                       | Joost (Douai ca 1575 - Utrecht 1617)                       |  |  | Bonaventura (Leiden 1583-Leiden 1652) | Bonaventura (Leiden 1583-Leiden 1652) | Bonaventura (Leiden 1583-Leiden 1652) | Bonaventura (Leiden 1583-Leiden 1652) | Bonaventura (Leiden 1583-Leiden 1652) | Bonaventura (Leiden 1583-Leiden 1652) |  |  |  |  |  |  |  |  |  |  |  |  |  |  |  |  |  |  |  |  |  |  |  |  |  |  |  |  |  |  |
| Matthijs (Antwerpen ca 1565 - Leiden 1640)                           | Matthijs (Antwerpen ca 1565 - Leiden 1640) | Matthijs (Antwerpen ca 1565 - Leiden 1640) | Matthijs (Antwerpen ca 1565 - Leiden 1640) | Matthijs (Antwerpen ca 1565 - Leiden 1640) | Matthijs (Antwerpen ca 1565 - Leiden 1640) |  |  | Lodewijk II (Antwerpen ca 1567 - Den Haag? 1621) | Lodewijk II (Antwerpen ca 1567 - Den Haag? 1621) | Lodewijk II (Antwerpen ca 1567 - Den Haag? 1621) | Lodewijk II (Antwerpen ca 1567 - Den Haag? 1621) | Lodewijk II (Antwerpen ca 1567 - Den Haag? 1621) | Lodewijk II (Antwerpen ca 1567 - Den Haag? 1621) |  |  | Gillis (Wezel ca 1570 - Leiden 1651) | Gillis (Wezel ca 1570 - Leiden 1651) | Gillis (Wezel ca 1570 - Leiden 1651) | Gillis (Wezel ca 1570 - Leiden 1651) | Gillis (Wezel ca 1570 - Leiden 1651) | Gillis (Wezel ca 1570 - Leiden 1651) |  |  | Joost (Douai ca 1575 - Utrecht 1617)                       | Joost (Douai ca 1575 - Utrecht 1617)                       | Joost (Douai ca 1575 - Utrecht 1617)                       | Joost (Douai ca 1575 - Utrecht 1617)                       | Joost (Douai ca 1575 - Utrecht 1617)                       | Joost (Douai ca 1575 - Utrecht 1617)                       |  |  | Bonaventura (Leiden 1583-Leiden 1652) | Bonaventura (Leiden 1583-Leiden 1652) | Bonaventura (Leiden 1583-Leiden 1652) | Bonaventura (Leiden 1583-Leiden 1652) | Bonaventura (Leiden 1583-Leiden 1652) | Bonaventura (Leiden 1583-Leiden 1652) |  |  |  |  |  |  |  |  |  |  |  |  |  |  |  |  |  |  |  |  |  |  |  |  |  |  |  |  |  |  |
|                                                                      |                                            |                                            |                                            |                                            |                                            |  |  |                                                  |                                                  |                                                  |                                                  |                                                  |                                                  |  |  |                                      |                                      |                                      |                                      |                                      |                                      |  |  |                                                            |                                                            |                                                            |                                                            |                                                            |                                                            |  |  |                                       |                                       |                                       |                                       |                                       |                                       |  |  |  |  |  |  |  |  |  |  |  |  |  |  |  |  |  |  |  |  |  |  |  |  |  |  |  |  |  |  |
| Abraham I (Leiden 1592 - Leiden 1652)                                | Abraham I (Leiden 1592 - Leiden 1652)      | Abraham I (Leiden 1592 - Leiden 1652)      | Abraham I (Leiden 1592 - Leiden 1652)      | Abraham I (Leiden 1592 - Leiden 1652)      | Abraham I (Leiden 1592 - Leiden 1652)      |  |  | Isaac (Leiden 1596 - Keulen 1651)                | Isaac (Leiden 1596 - Keulen 1651)                | Isaac (Leiden 1596 - Keulen 1651)                | Isaac (Leiden 1596 - Keulen 1651)                | Isaac (Leiden 1596 - Keulen 1651)                | Isaac (Leiden 1596 - Keulen 1651)                |  |  | Jacob (Leiden 1597 - na 1652)        | Jacob (Leiden 1597 - na 1652)        | Jacob (Leiden 1597 - na 1652)        | Jacob (Leiden 1597 - na 1652)        | Jacob (Leiden 1597 - na 1652)        | Jacob (Leiden 1597 - na 1652)        |  |  | Lodewijk III (Utrecht 1604 - Leiden 1670 [] ?'s-Graveland) | Lodewijk III (Utrecht 1604 - Leiden 1670 [] ?'s-Graveland) | Lodewijk III (Utrecht 1604 - Leiden 1670 [] ?'s-Graveland) | Lodewijk III (Utrecht 1604 - Leiden 1670 [] ?'s-Graveland) | Lodewijk III (Utrecht 1604 - Leiden 1670 [] ?'s-Graveland) | Lodewijk III (Utrecht 1604 - Leiden 1670 [] ?'s-Graveland) |  |  | Daniël (Leiden 1626 - Amsterdam 1680) | Daniël (Leiden 1626 - Amsterdam 1680) | Daniël (Leiden 1626 - Amsterdam 1680) | Daniël (Leiden 1626 - Amsterdam 1680) | Daniël (Leiden 1626 - Amsterdam 1680) | Daniël (Leiden 1626 - Amsterdam 1680) |  |  |  |  |  |  |  |  |  |  |  |  |  |  |  |  |  |  |  |  |  |  |  |  |  |  |  |  |  |  |
| Abraham I (Leiden 1592 - Leiden 1652)                                | Abraham I (Leiden 1592 - Leiden 1652)      | Abraham I (Leiden 1592 - Leiden 1652)      | Abraham I (Leiden 1592 - Leiden 1652)      | Abraham I (Leiden 1592 - Leiden 1652)      | Abraham I (Leiden 1592 - Leiden 1652)      |  |  | Isaac (Leiden 1596 - Keulen 1651)                | Isaac (Leiden 1596 - Keulen 1651)                | Isaac (Leiden 1596 - Keulen 1651)                | Isaac (Leiden 1596 - Keulen 1651)                | Isaac (Leiden 1596 - Keulen 1651)                | Isaac (Leiden 1596 - Keulen 1651)                |  |  | Jacob (Leiden 1597 - na 1652)        | Jacob (Leiden 1597 - na 1652)        | Jacob (Leiden 1597 - na 1652)        | Jacob (Leiden 1597 - na 1652)        | Jacob (Leiden 1597 - na 1652)        | Jacob (Leiden 1597 - na 1652)        |  |  | Lodewijk III (Utrecht 1604 - Leiden 1670 [] ?'s-Graveland) | Lodewijk III (Utrecht 1604 - Leiden 1670 [] ?'s-Graveland) | Lodewijk III (Utrecht 1604 - Leiden 1670 [] ?'s-Graveland) | Lodewijk III (Utrecht 1604 - Leiden 1670 [] ?'s-Graveland) | Lodewijk III (Utrecht 1604 - Leiden 1670 [] ?'s-Graveland) | Lodewijk III (Utrecht 1604 - Leiden 1670 [] ?'s-Graveland) |  |  | Daniël (Leiden 1626 - Amsterdam 1680) | Daniël (Leiden 1626 - Amsterdam 1680) | Daniël (Leiden 1626 - Amsterdam 1680) | Daniël (Leiden 1626 - Amsterdam 1680) | Daniël (Leiden 1626 - Amsterdam 1680) | Daniël (Leiden 1626 - Amsterdam 1680) |  |  |  |  |  |  |  |  |  |  |  |  |  |  |  |  |  |  |  |  |  |  |  |  |  |  |  |  |  |  |
| Johannes (Leiden 1622 - 1661) en Eva van Alphen (Leiden 1620 - 1695) |                                            |                                            |                                            |                                            |                                            |  |  |                                                  |                                                  |                                                  |                                                  |                                                  |                                                  |  |  |                                      |                                      |                                      |                                      |                                      |                                      |  |  |                                                            |                                                            |                                                            |                                                            |                                                            |                                                            |  |  |                                       |                                       |                                       |                                       |                                       |                                       |  |  |  |  |  |  |  |  |  |  |  |  |  |  |  |  |  |  |  |  |  |  |  |  |  |  |  |  |  |  |
|                                                                      |                                            |                                            |                                            |                                            |                                            |  |  |                                                  |                                                  |                                                  |                                                  |                                                  |                                                  |  |  |                                      |                                      |                                      |                                      |                                      |                                      |  |  |                                                            |                                                            |                                                            |                                                            |                                                            |                                                            |  |  |                                       |                                       |                                       |                                       |                                       |                                       |  |  |  |  |  |  |  |  |  |  |  |  |  |  |  |  |  |  |  |  |  |  |  |  |  |  |  |  |  |  |
| Abraham II (Leiden 1653 - Leiden 1712)                               |                                            |                                            |                                            |                                            |                                            |  |  |                                                  |                                                  |                                                  |                                                  |                                                  |                                                  |  |  |                                      |                                      |                                      |                                      |                                      |                                      |  |  |                                                            |                                                            |                                                            |                                                            |                                                            |                                                            |  |  |                                       |                                       |                                       |                                       |                                       |                                       |  |  |  |  |  |  |  |  |  |  |  |  |  |  |  |  |  |  |  |  |  |  |  |  |  |  |  |  |  |  |

## Familiegeschiedenis
De stamvader Lodewijk Elsevier (omstreeks 1540–1617) kwam oorspronkelijk uit Leuven, vluchtte vanwege de vervolging van zijn protestants geloof en opende een boekwinkel bij de Universiteit Leiden in 1580, waar hij zijn eerste boek in 1583 uitgaf. Het uitgeversbedrijf begon daar in 1592. De Elseviers behoorden tot een van de vele Zuid-Nederlandse migrantenfamilies die, naast de verdreven Sefardische Joden en de gevluchte Franse hugenoten, een belangrijk aandeel hadden in Hollands Gouden Eeuw.
Van de nakomelingen van de stamvader werden twaalf drukker. Zes werden beroemd. Isaac werd drukker te Leiden van 1617 tot 1628. Lodewijks jongste zoon Bonaventura (1583–1652) en kleinzoon Abraham werden in 1626 universiteitsdrukkers in Leiden en brachten de Leidse zaak tot grote bloei, waar deze bestond tot 1712.
Lodewijk III (1604–1670), zoon van Abraham, en Daniël (1626–1680) splitsen een tweede uitgeverij af en begonnen in 1638, respectievelijk 1655 in Amsterdam, tot Abraham II (1653–1712) deze vestiging ophief in 1681. De nakomelingen van Lodewijk I zetten de Leidse vestiging voort tot 1791.
Andere familieleden waren boekhandelaar in Utrecht (Joost, zoon van Lodewijk I), Dowaai en Den Haag. De Elseviers waren de eersten, die hele bibliotheken kochten en veilden.

## Uitgaven

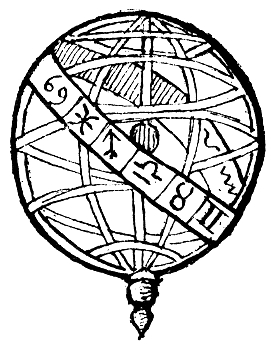
Het armillarium was een van de beeldmerken van de Elseviers.

Bij de uitgeverij en later drukkerij verschenen invloedrijke wetenschappelijke werken. Anders dan andere uitgevers die streefden naar vooral fraai drukwerk, legde Elsevier nadruk op degelijk- en leesbaarheid van de boeken. De klassieke uitgaven waren kleiner met smalle marges en waren goedkoop met een prijs van minder dan een gulden: voorlopers van de pocket dus.
In totaal gaf Elsevier meer dan 2000 boeken uit, waarvan een aantal alleen in Nederland kon verschijnen wegens censuur elders. De boeken waren gesteld vooral in het Latijn, de internationale voertaal, maar ook in het Nederlands, Italiaans, Frans, Duits, klassiek Grieks en Hebreeuws. Ze betroffen onder meer
- natuurwetenschap en wiskunde (Galileo Galilei, Willebrord Snel, Simon Stevin, François Viète)
- theologie (Talmud in het Hebreeuws, Griekse Nieuwe Testament, commentaren op de Bijbel)
- geschiedschrijving
- taalkunde
- recht (Hugo de Groot)
- letterkunde
  - Latijnse klassieke letterkunde in klein formaat (Plinius, Virgilius, Euripides), ook vertaald (Lucanus)
  - Latijnse eigentijdse literatuur (Constantijn Huygens, Barlaeus)
  - Franse letterkunde (Tartuffe van Molière, Maximes van La Rochefoucauld (1664, Lettres Provinciales van Blaise Pascal)
- geografie, onder meer de 35 monografieën over kleine staten, de zogenaamde petites républiques

Andere auteurs waren onder meer Heinsius, Josephus Justus Scaliger, Justus Lipsius, Theodorus Beza, Isaac Vossius, Johannes Arnoldi Corvinus en Isaac La Peyrère.

## Lettertype
Christoffel van Dijck was de beroemdste van Elseviers lettergieters en ontwerpers van letters. Zijn materiaal kwam na de dood van Daniel Elsevier na omzwervingen in handen van de uitgever Enschedé.
Het lettertype mediaeval (Engels: old style, Duits Antiqua) heet in Frankrijk naar de uitgever elzévir. Nieuw waren de duidelijke cijfertekens van Elsevier, de Chiffres elzéviriens.

## Titelpagina's

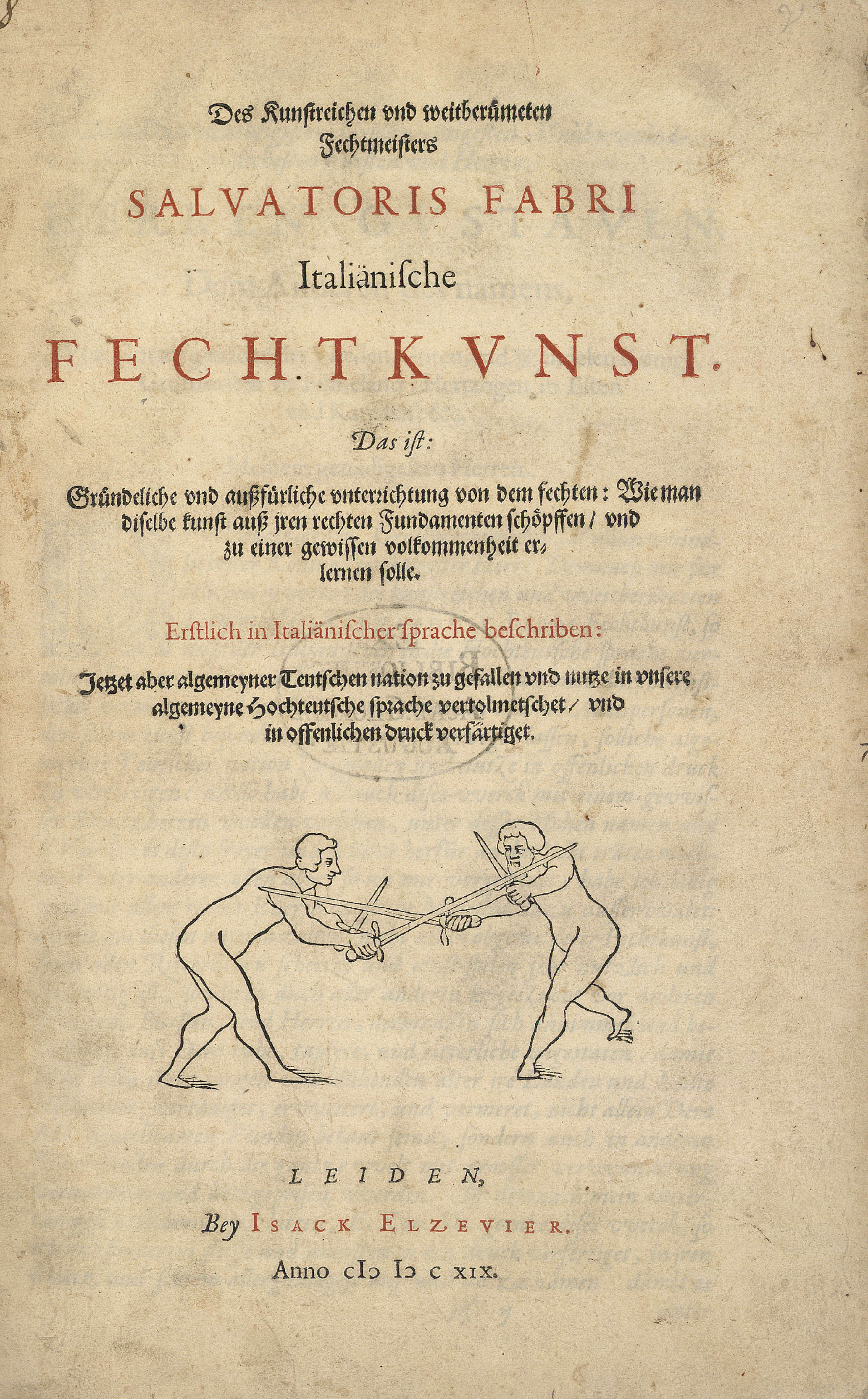
Duitse vertaling van een leerboek om te schermen door Salvator Fabris, uitgave van Isaac Elsevier, Leiden 1619.
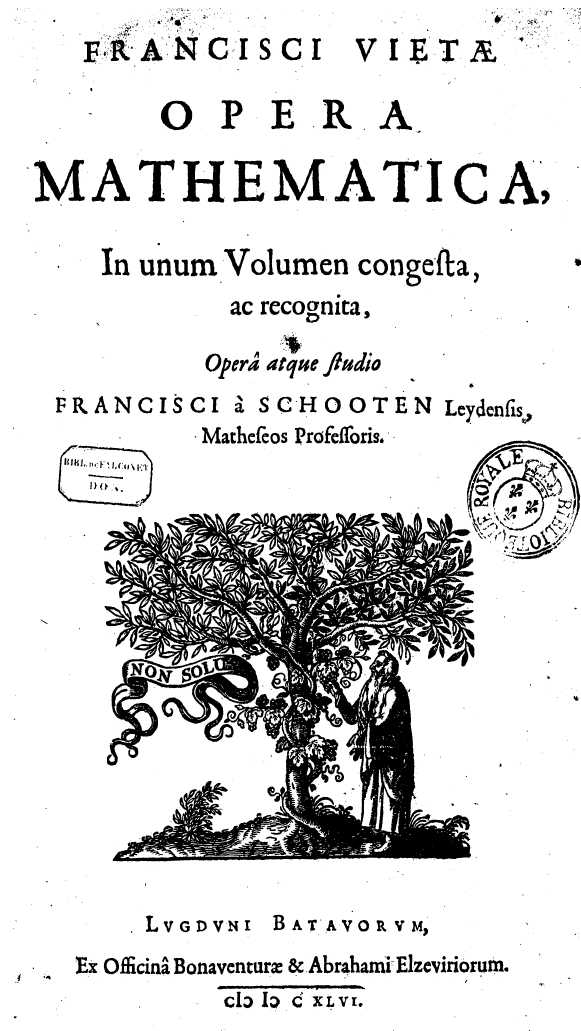
Wiskundig werk van François Viète, uitgegeven door Bonaventura en Abraham Elzevier, Leiden, 1646.
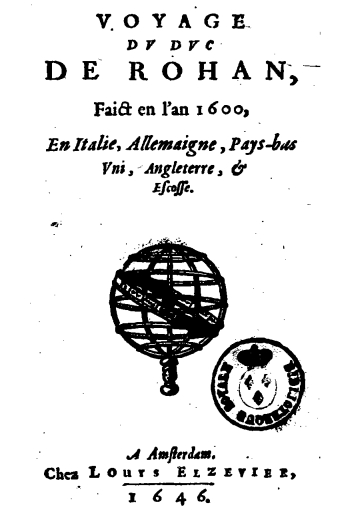
Le Voyage van duc de Rohan door François Viète, uitgegeven door Lodewijk Elzevier, Amsterdam, 1646.
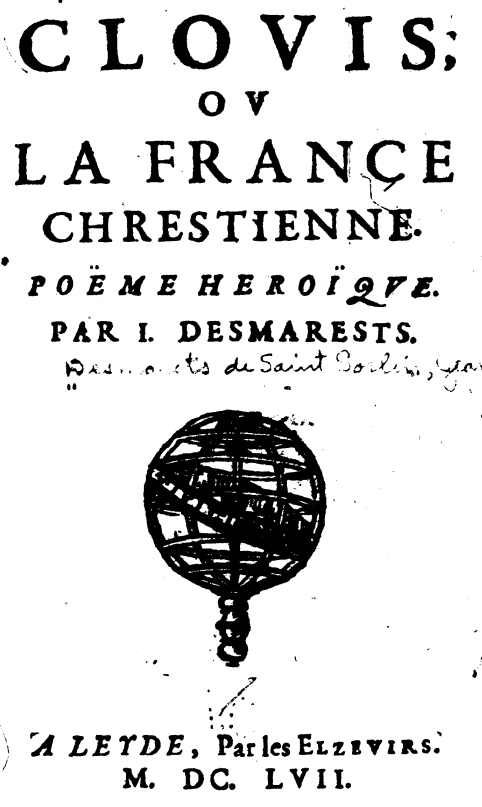
Clovis ou la France chrétienne door Jean Desmarets de Saint-Sorlin uitgegeven door Elzevier, Leiden 1657.
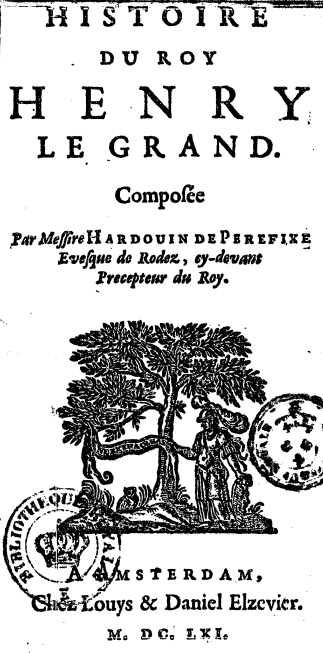
Histoire du Roy Henry le Grand  par Hardouin de Péréfixe de Beaumont uitgegeven door Louis (II) en Daniel Elsevier, Amsterdam 1661.
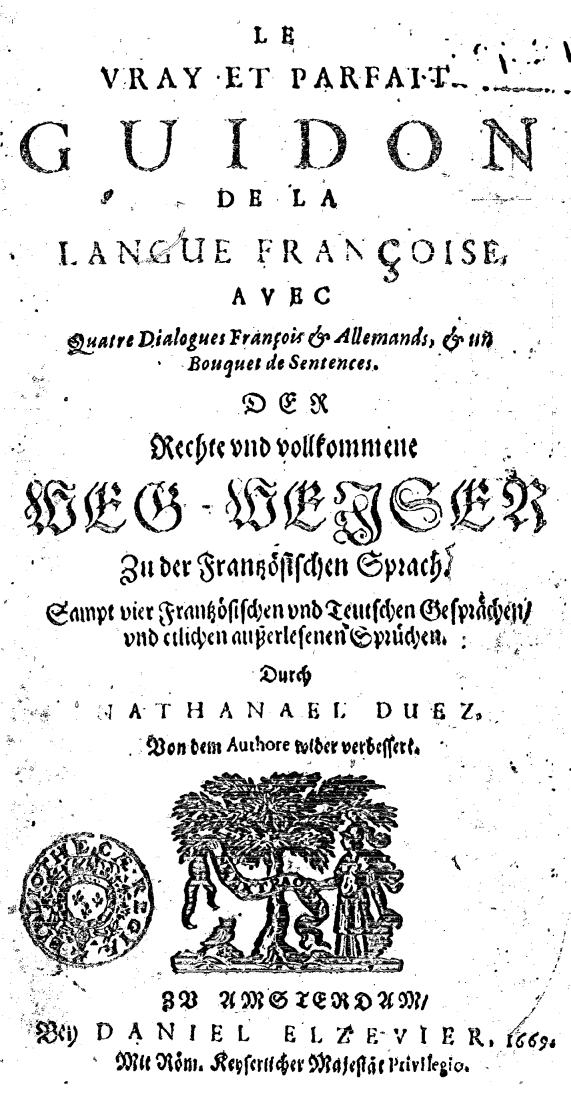
Le Vray et Parfait Guidon de la langue françoise door Nathanël Düez uitgegeven door Daniel Elzevier, Amsterdam 1669.
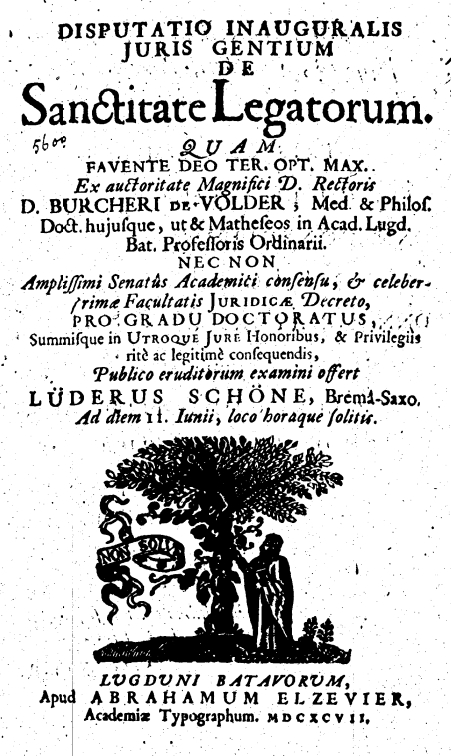
Jurisprudentie door Lüder Schöne uitgegeven door Abraham Elzevier, Amsterdam, 1697.
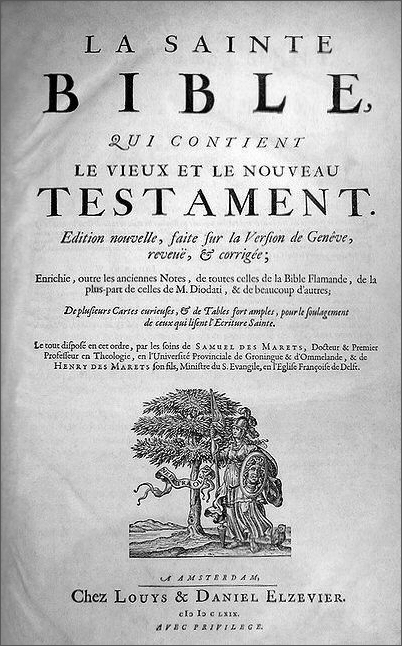
Bible de Genève, uitgegeven door Louis (II) en Daniel Elsevier, Amsterdam 1669.

## Trivia
- In Parijs is een straat in het 3de arrondissement vernoemd naar de familie: fr:Rue Elzévir.
- In Italië gebruikten de kranten tussen beide wereldoorlogen het lettertype it:elzeviro voor deftige beschouwingen op de derde pagina.